# Kaytak
El kaytak és una llengua del Caucas, al Daguestan, parlada pels kaytaks, i emparentada al kubatxi i al dargin, dins la divisió dargin del grup dargino-lak de llengües iberocaucàsiques. En el cens de 1926 hi havia 14.430 kaytaks ètnics o 14.469 parlants de kaytak com a llengua materna. Poblen deu auls del districte de Kaytak i el sud del districte de Dakhadaev a la vall de l'Ulu-Čay, en mig dels territoris dels dargins i dels tabasarans. El seu nombre actual es calcula en 25.000.
La llengua és vernacular amb dos dialectes: el mağalis-kaytak al nord o el kara-kaytak al sud; com a llengua literària s'utilitza el dargin, i com a primera llengua literària i segona parlada, i també s'utilitza el rus com a segona literària i segona o tercera parlada.